# 1585
Năm 1585 (số La Mã: MDLXXXV) là một năm thường bắt đầu vào thứ Ba  trong lịch Gregory (hoặc một năm thường bắt đầu vào thứ sáu của lịch Julius chậm hơn 10 ngày).

## Mất

### Không rõ ngày
- Nguyễn Bỉnh Khiêm, Việt Nam (s. 1491)